# Narodowe Muzeum Górskie w Turynie
Narodowe Muzeum Górskie w Turynie (wł. Museo Nazionale della Montagna Duca degli Abruzzi) – muzeum poświęcone przyrodzie i kulturze gór zlokalizowane w Turynie (Włochy), na Monte dei Cappuccini.

## Historia

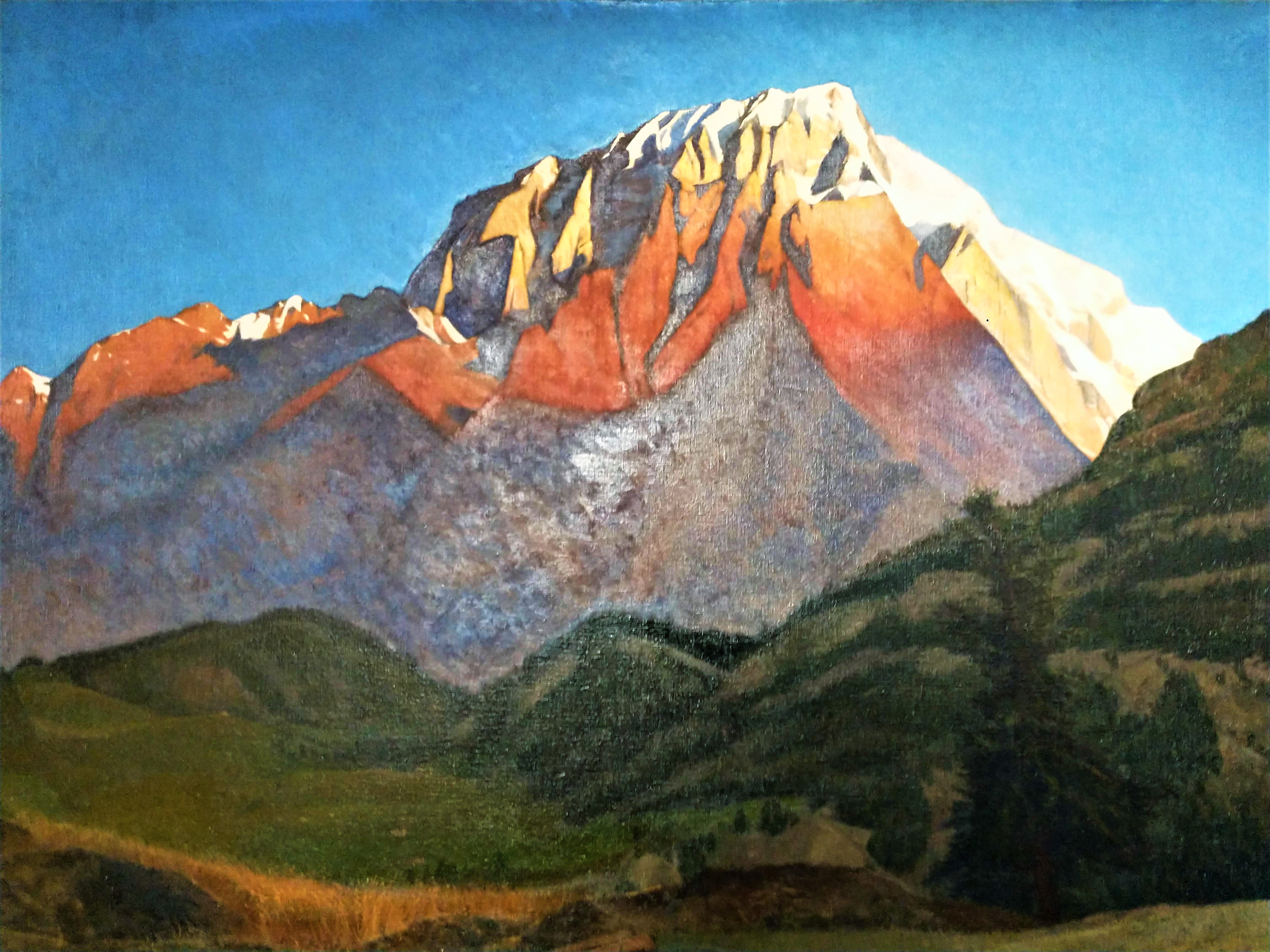
Adolfo Rolla, Mount Blanc (1945)

Muzeum (cztery kondygnacje) zajmuje zabudowania dawnego klasztoru kapucyńskiego, na szczycie wzgórza Monte dei Cappuccini, a z jego tarasów roztacza się panoramiczny widok na Turyn, jak również na Alpy (w pogodny dzień widoczna jest również bardzo odległa panorama alpejska). Placówka prowadzona jest przez powstały w 1883 Club Alpino Italiano, który do dziś ma tu swoją siedzibę.
W 1871 Fondo per il Culto przekazała gminie Turyn teren dawnego klasztoru kapucynów, wcześniej przez nią użytkowany. Następnie w 1874 rada miejska, akceptując propozycję Włoskiego Klubu Alpejskiego, zgodziła się na utworzenie punktu obserwacyjnego, składającego się z prostego pawilonu wyposażonego w ruchomy teleskop do obserwacji Alp Zachodnich. Inauguracja punktu widokowego odbyła się 9 sierpnia 1874, w połączeniu z VIII Kongresem Włoskiego Klubu Alpejskiego. Pomieszczenia muzeum wraz ze środkami na ich adaptację zostały przekazane Sekcji Turyńskiej CAI dopiero w 1877. 30 sierpnia 1885, z okazji Kongresów Klubów Alpejskich, zainaugurowano salę ze zbiorami fotograficznymi i drobnymi przedmiotami. 26 czerwca 1888 ukończono i oddano do użytku pierwszą salę, w której później mieściły się zbiory naukowe. W 1898 pomieszczenia wzbogacono o panoramę alpejską znajdującą się na parterze oraz dioramę tego samego typu w pokojach na piętrze. W 1901 książę Luigi Amadeo di Savoia przekazał sekcji, której był honorowym prezesem, należące do niego przedmioty z wyprawy na Biegun północny. Dzięki Wystawie Światowej w Turynie (1911) zbiory placówki zostały ponownie wzbogacone, a w 1918 możliwe było generalne uporządkowanie pomieszczeń. W 1935 muzeum zostało zamknięte z powodów finansowych. Po remoncie otwarto je ponownie 19 lipca 1942.
8 sierpnia 1943 budynek został trafiony pociskami zapalającymi i bombami. Po naprawie szkód ekspozycję udostępniono zwiedzającym w 1944. Po wojnie placówka znowu przeżywała problemy organizacyjne oraz finansowe, i w 1966 została zamknięta. Otwarto ją ponownie w 1978 (parter) i 1981 (całość). W 1998 ukończono budowę sal konferencyjnych, a w 2003 otwarto centrum dokumentacyjne, z Biblioteką Narodową Włoskiego Klubu Alpejskiego i Archiwum Muzealne.

## Ekspozycja
Stałą ekspozycja prezentuje góry jako miejsce różnej działalności ludzkiej: życia i tradycji, środowiska i krajobrazu, rozwoju technicznego, turystyki, sportu, rekreacji, oraz komunikacji. W Sali Herbowej umieszczony jest fresk z 1893 o treści turystycznej. Organizowane są też wystawy okresowe i warsztaty tematyczne. Fototeka zgromadziła 350.000 eksponatów, filmoteka około 5400 tytułów, zbiór ikonograficzny około 20.000 walorów, Biblioteka Narodowa CAI około 60.000 tomów, a archiwum Waltera Bonattiego około 250.000 eksponatów.
W muzeum działa restauracja z kuchnią piemoncką.

## Galeria

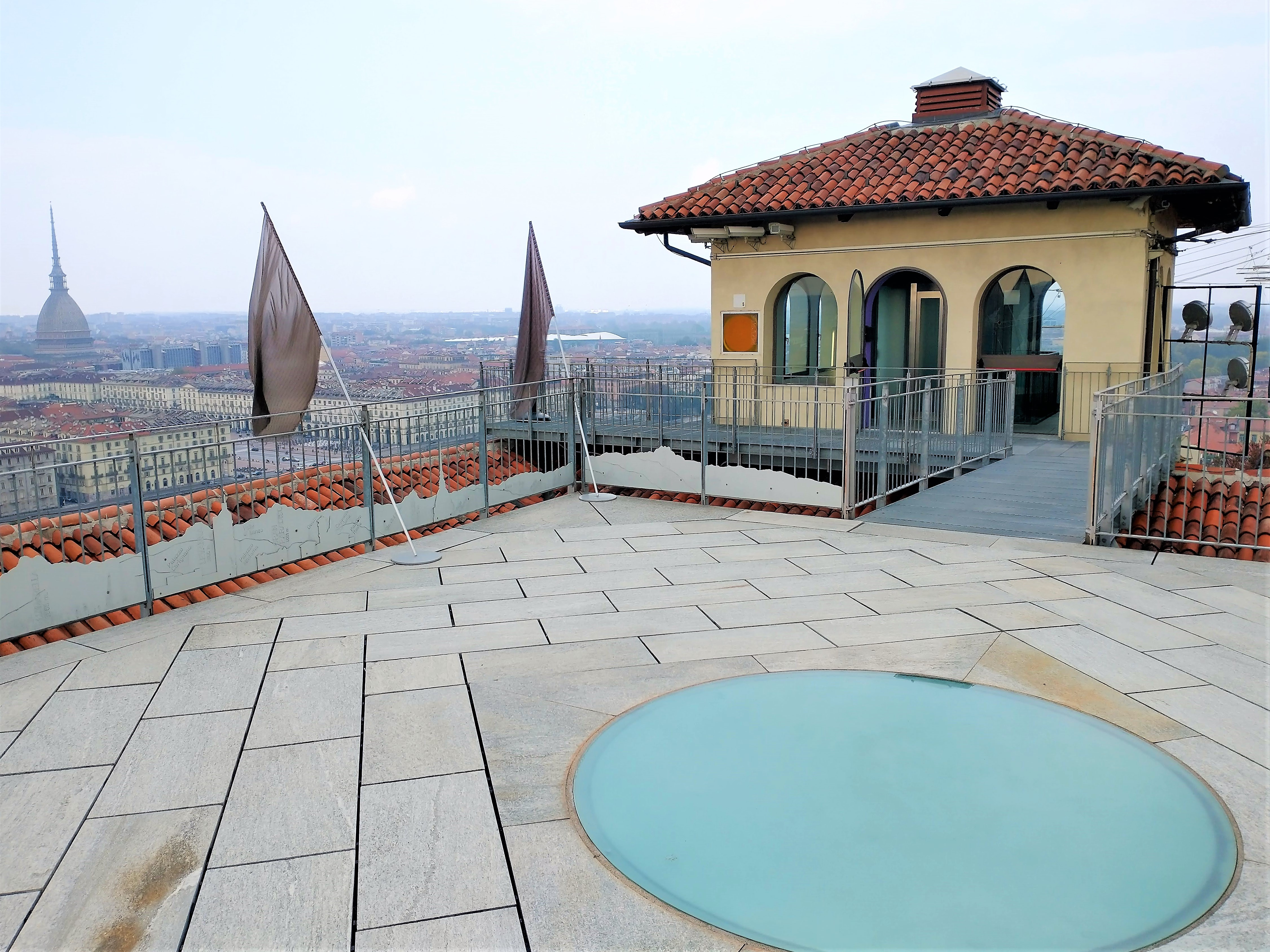
Taras z widokiem na miasto
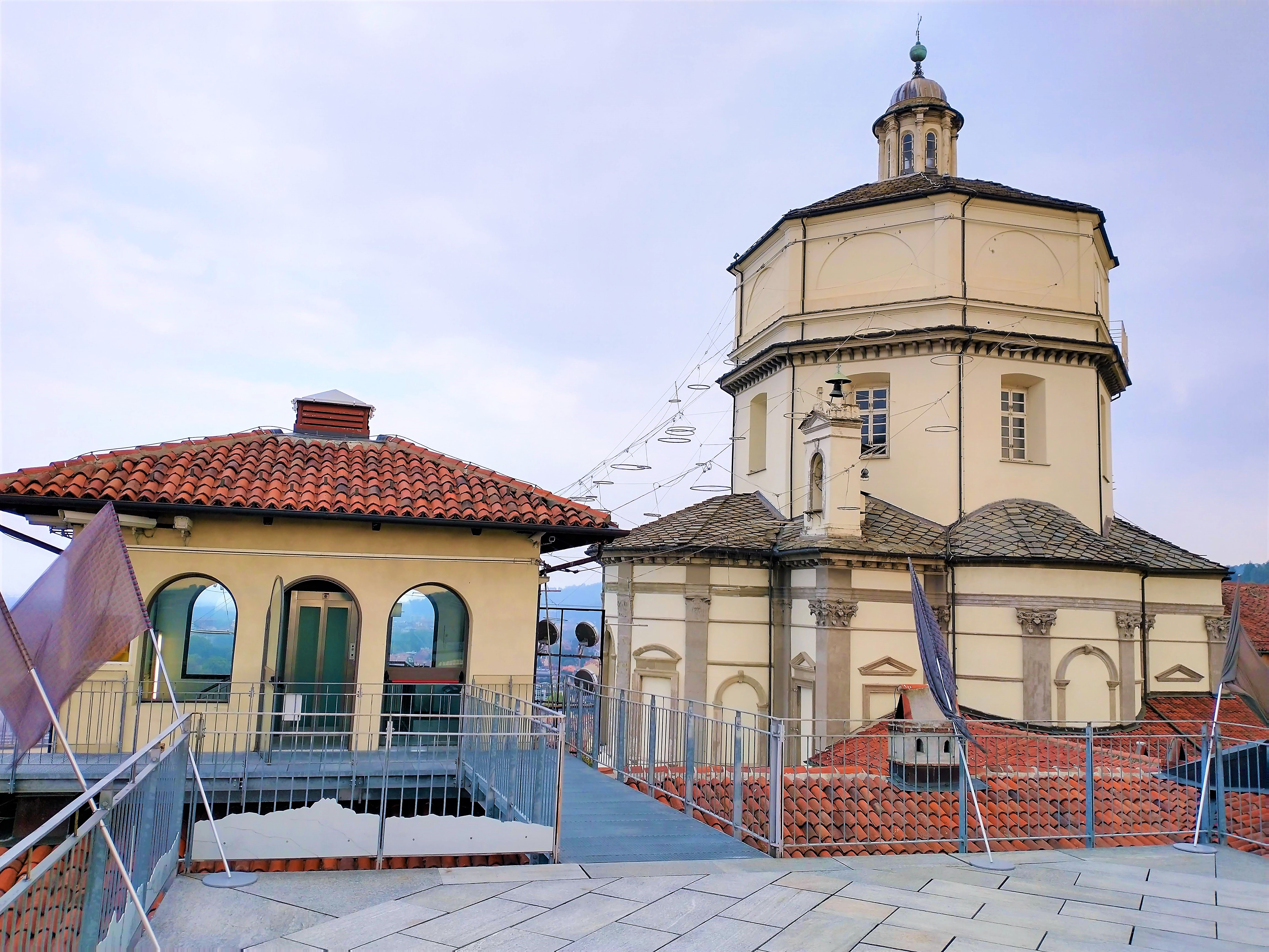
Zespół klasztoru kapucynów
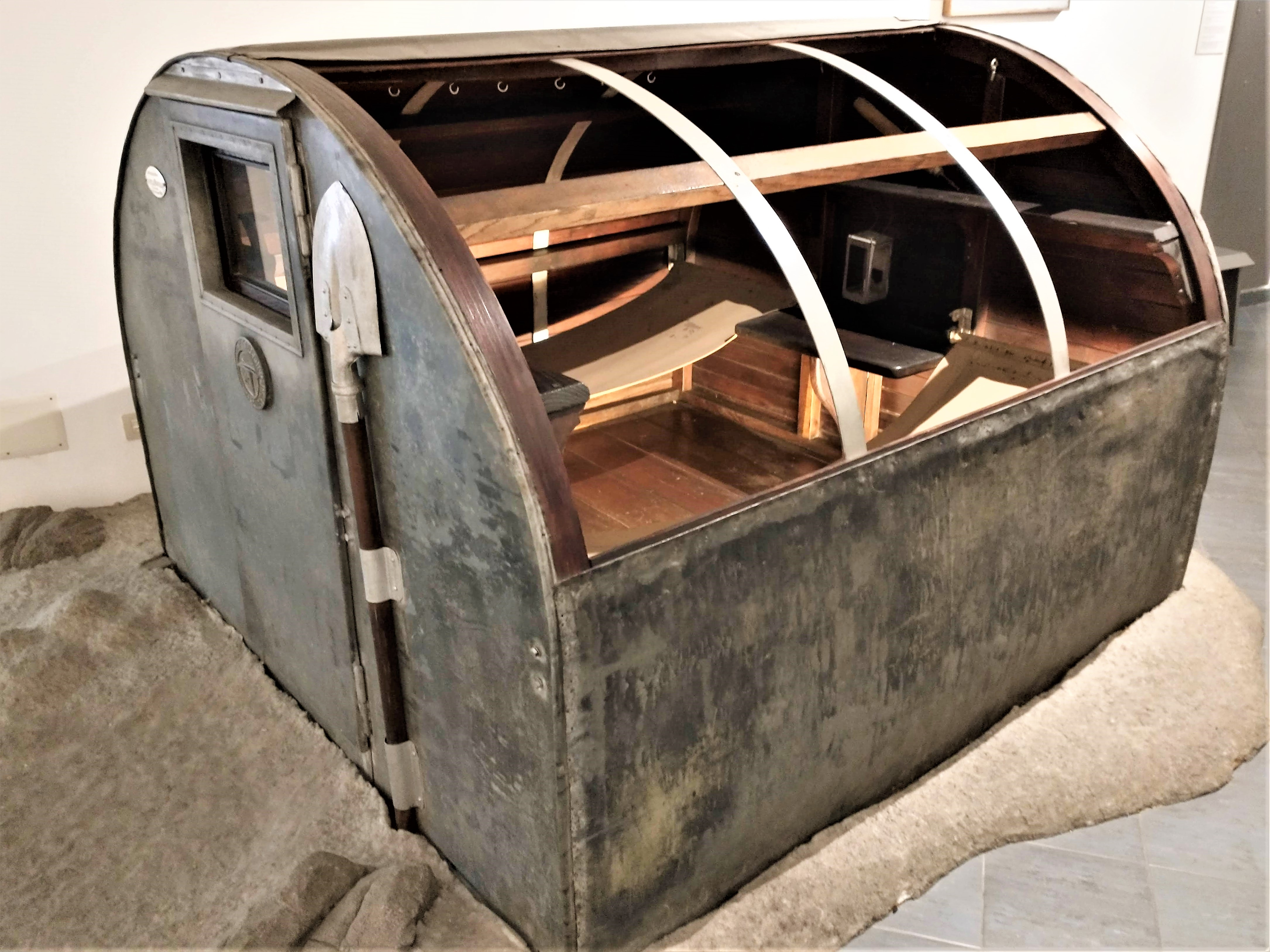
Historyczny schron górski
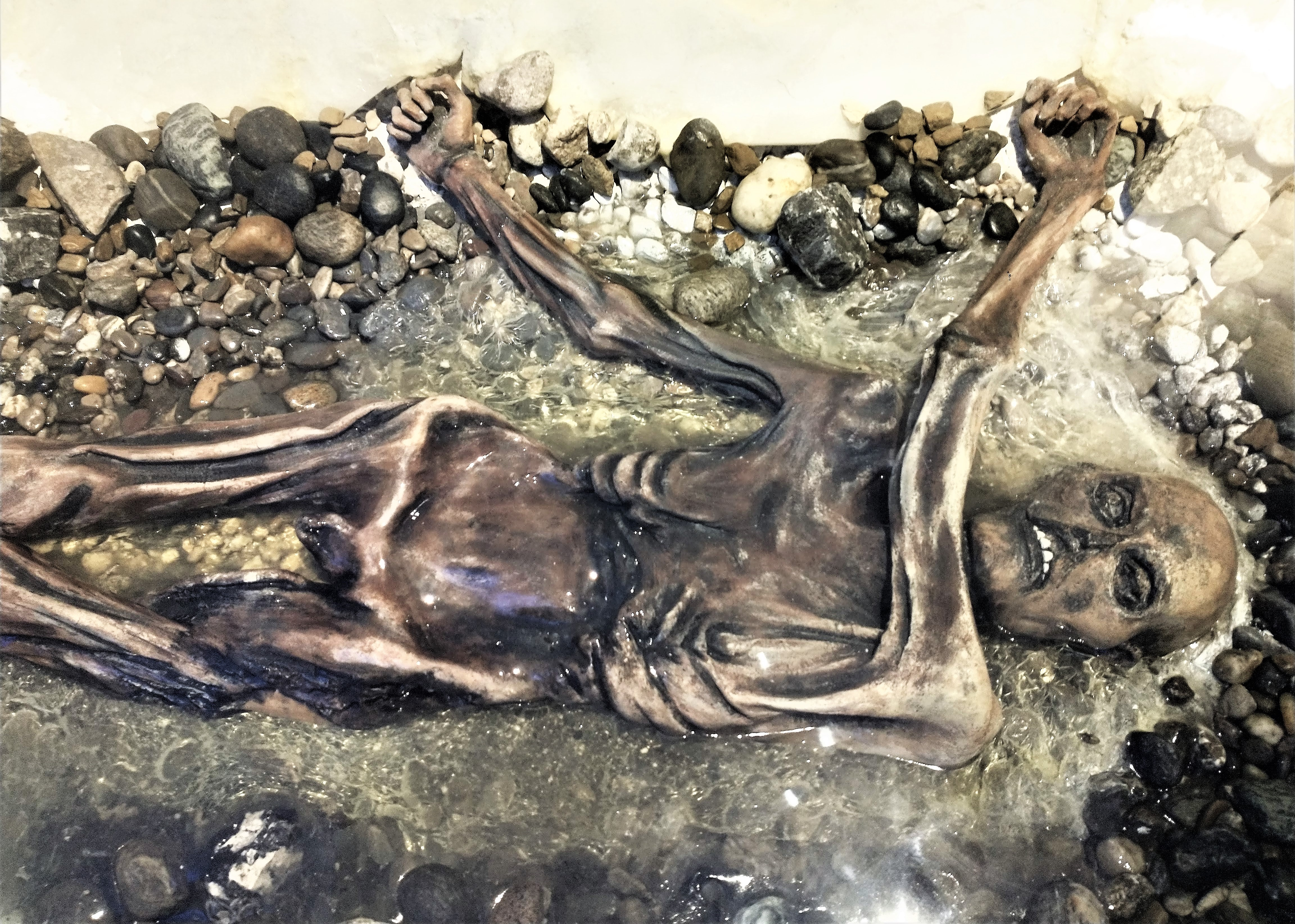
Ötzi
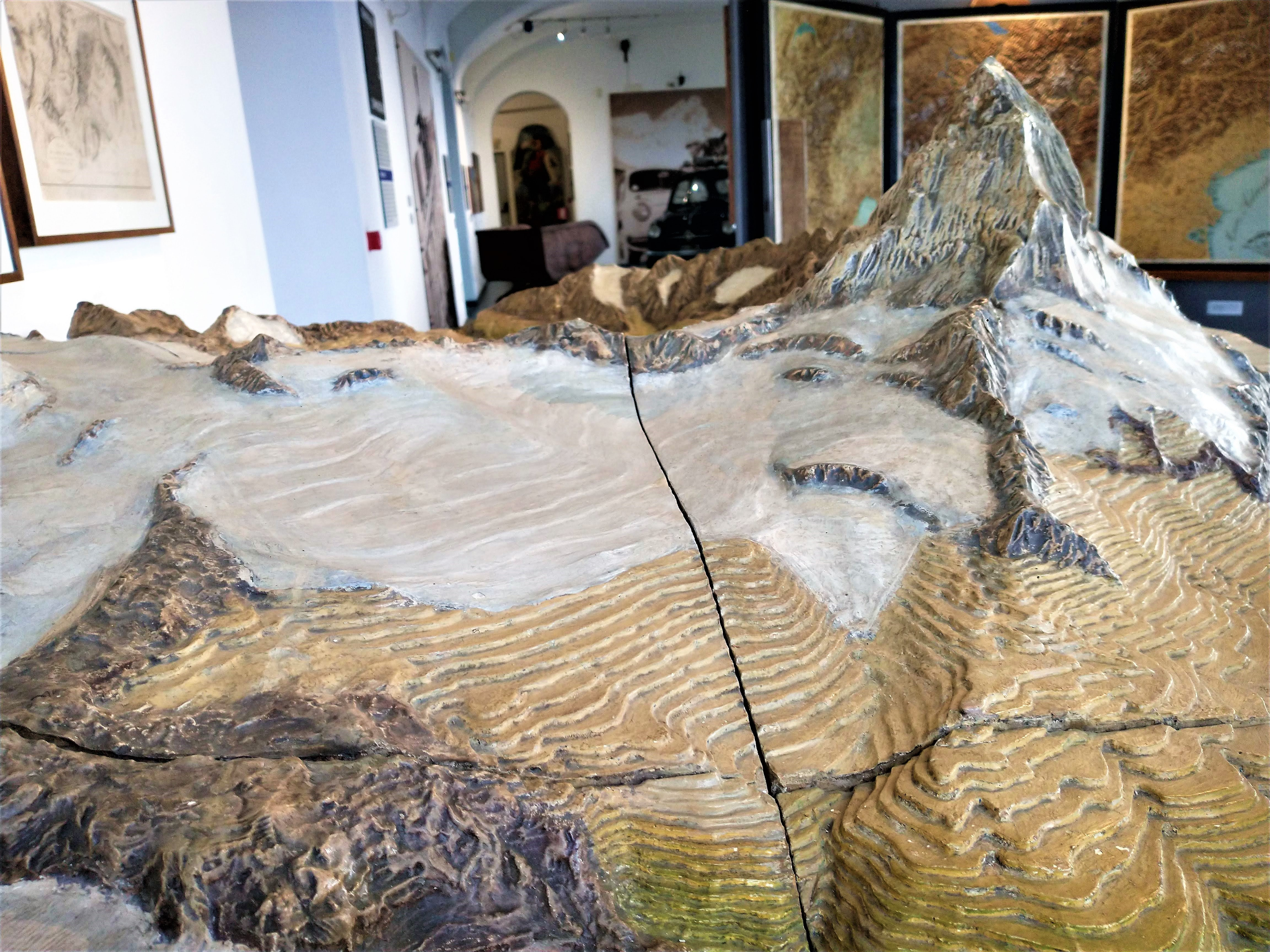
Makieta Matterhornu